# Gilles Blondé de Bagneux
Gilles Blondé, seigneur de Bagneux (1729-1800), est un homme politique français, maire de Saumur et un des députés-électeurs pour la ville de Saumur qui désignèrent les députés  du tiers état de la sénéchaussée de Saumur aux États Généraux de 1789. 

## Biographie
Gilles Blondé de Bagneux, naquit le 16 juin 1729 à Saumur de Charles Blondé de Bagneux et de Magdeleine Bineau de Rosny, de Doué-la-Fontaine. Gilles Blondé épousa Jeanne Oudry, fille de Nicolas Oudry, célèbre médecin de Saumur.
Il fut nommé maire de Saumur le 11 mars 1775 et subdélégué de la sénéchaussée de Saumur, il réside alors rue de la Petite-Bilange.
En 1789, il fut l'un des 8 députés élus pour la ville de Saumur qui désignèrent les deux députés du Tiers État de la sénéchaussée de Saumur aux État-Généraux,. Il fut l'un des 18 commissaires chargés de la rédaction du Cahier de doléances du Tiers État de la sénéchaussée de Saumur. Fin juillet 1789, il fut chargé d'aller offrir à l'Assemblée nationale « le cœur de la ville de Saumur ». Gilles Blondé, d'opinion très modérée, apprit à son retour la formation d'un comité permanent de la garde nationale, tendant à évincer le corps municipal : il donna sa démission de maire et fut remplacé par Joseph Toussaint Bonnemère de Chavigny.
En 1790, une réaction en faveur de Blondé se dessina. Il fut envoyé à l'assemblée départementale, et la présida en juin 1790. Il fit en vain ses efforts pour obtenir que Saumur devienne chef-lieu de département.
Lorsque l'armée catholique et royale occupa Saumur, Blondé refusa toutes fonctions. Il fut néanmoins arrêté par les républicains et incarcéré à Amboise puis à Bourges. Il fut libéré au bout de quatre mois, sur les instances de la municipalité de l'ancienne commune de Bagneux (rattachée depuis à Saumur).
En 1797, il est élu au scrutin secret président de l'administration municipale de Saumur intra-muros, le 6 germinal an V (26 mars 1797). Avec les nouveaux élus, il a prêté Serment de haine à la royauté  et certifié qu'il n'a pas émigré et qu'il n'est parent d'aucun émigré.
Gilles Blondé mourut à Saumur au château de Bagneux le 20 octobre 1800.

## Sources
- Célestin Port, Dictionnaire historique, géographique, et biographique de Maine-et-Loire, t. 1er, Paris, J.-B. Dumoulin, 1874 (lire en ligne), « Blondé de Bagneux (Gilles) », p. 364
- Jean Sibenaler, Les premiers préfets du Maine-et-Loire: naissance d'un département français, 2000
- Octave Desmé de Chavigny, Histoire de Saumur sous la Révolution, 1892
- Hubert Landais, Histoire de Saumur, 1997
- L'Anjou historique, Volumes 35 à 36, 1935
- Bases de données de la Bibliothèque généalogique d'Orléans